# Tymoteusz
Tymoteusz – imię męskie pochodzenia greckiego, które do polszczyzny trafiło przez łacinę. Wywodzi się od imienia Τιμόθεος (Timotheos), a to od słów τιμάω (timao) i θεός (theos) oznaczających „czczący boga”.
Tymoteusz imieniny obchodzi 24 stycznia, 26 stycznia, 28 lutego, 6 kwietnia, 3 maja, 21 maja, 10 czerwca, 19 sierpnia, 22 sierpnia, 19 grudnia. Do imienin 24 stycznia odnosi się przysłowie „na świętego Tymoteusza trzeba ci czapki, nie kapelusza”. Zdrobnienia to „Tymek”, „Tymuś”, „Tymoteuszek”.
Tymoteusz w innych językach:
| Język      | pismo cyryliczne | pismo łacińskie   |
| ---------- | ---------------- | ----------------- |
| Białoruski | Цімафей          | Cimafey           |
| Ukraiński  | Тимофій          | Tymofij, Tymofii  |
| Słowacki   |                  | Timotej           |
| Rosyjski   | Тимофей          | Timofei           |
| Serbski    | Тимотие          | Timotije          |
| Bułgarski  | Тимотей          | Tymotey, Tymotej  |
| Rumuński   |                  | Timotei, Timoftei |
| Grecki     |                  | Tiiódeos          |
| Łacina     |                  | Timotheus         |
| Hiszpański |                  | Timoteo           |
| Włoski     |                  | Timoteo           |
| Francuski  |                  | Timothée          |
| Angielski  |                  | Timothy           |
| Niemiecki  |                  | Timotheus         |

## Znane osoby noszące imię Tymoteusz
- Tymoteusz z Bitynii (zm. ok. 362) – biskup Bitynii, święty Kościoła katolickiego (wspomnienie 10 marca)[1]
- Tymoteusz z Efezu – święty Kościoła katolickiego i prawosławnego
- Timothée Atouba – kameruński piłkarz
- Tim Bergling – szwedzki DJ, producent muzyczny i autor tekstów, pod pseudonimem: Avicii
- Tim Burton – amerykański reżyser, scenarzysta i producent
- Timothy Dalton – brytyjski aktor teatralny i filmowy
- Timothy Detudamo – polityk i lingwista nauruański
- Tim Duncan – były koszykarz NBA
- Timothy Goebel – amerykański łyżwiarz figurowy
- Tymoteusz Gorzeński – prymas Polski w latach 1821–1825
- Tim Howard – amerykański piłkarz (bramkarz), reprezentant kraju
- Timothy Hunt – biochemik angielski, noblista w dziedzinie medycyny 2001
- Timothy Hutton – aktor amerykański
- Tymoteusz Karpowicz (1921–2005) – poeta
- Timothy Leary – amerykański pisarz, psycholog, profesor Harvardu
- Tymoteusz Lipiński (1797–1856) – historyk i archeolog
- Tymoteusz Łopaczyk – zawodnik MMA
- Timothy Mo – pisarz brytyjski
- Timothy Olyphant – aktor amerykański
- Timofiej Orendarenko – hetman kozaków rejestrowych w latach 1630–1631 i 1632–1633
- Tymoteusz Ortym (1898–1963) – autor piosenek
- Tim Robbins (Timothy Francis Robbins) – aktor amerykański
- Tim Roth (Timothy Simon Smith) – aktor brytyjski
- Tymisz Semczyszyn – ukraiński działacz polityczny okolic Sambora
- Timotheus Bernardus (Tim) Steens (ur. 1955) – holenderski hokeista na trawie, wicemistrz świata
- Timothée Chalamet – aktor amerykańsko-francuski
- Tymoteusz Bucki – polski raper, tekściarz